# Фемистокл-младший
Фемистокл-младший (также Фемистокл V, др.-греч. Θεμιστοκλῆς; V век до н. э.) — гипотетический древнегреческий политический деятель, тиран Магнесии-на-Меандре. Сын предыдущего тирана Археполида и внук полководца Фемистокла. Известен только из нумизматических источников.

## Биография
Фемистокл-младший принадлежал к династии Фемистоклидов, которая была ветвью знатного жреческого афинского рода Ликомидов, представители которого вели свое происхождение от героя Лика. Основатель династии — Фемистокл был одним из самых влиятельных политиков Афин своего времени. Однако, в результате политической борьбы он был подвергнут остракизму и изгнан из города около 470 года до н. э. Через три года власти полиса приговорили его к смерти, но изгнаннику с семьёй удалось найти убежище в государстве Ахеменидов. Персидский царь не только позволил Фемистоклу остаться в своём государстве, но и передал ему в управление города Лампсак, Магнесию-на-Меандре, Миунт, Перкоту и Палескепсис. Российский исследователь Игорь Суриков отметил, что все эти города, кроме Магнесии, персы уже не контролировали, и их передача изгнаннику была просто символическим жестом. Фемистокл фактически правил, в качестве вассального тирана, лишь Магнесией-на-Меандре, где чеканил собственную монету.
Фемистоклу наследовал его сын Археполид, сам факт его правления известен лишь из нумизматических источников. Археполид был женат на своей единокровной сестре Мнесиптолеме, таким образом Фемистокл-младший был дважды внуком Фемистокла, сына Неокла. Античные авторы не упоминают о детях супругов, однако исследователи предполагают их существование. Историк Салли Хамфрис высказывала предположение, что сыном Археполида был Полиарх, могилу сына которого — Фемистокла, упоминает географ Павсаний в своем труде «Описание Эллады». По мнению Джеффри Смита, у Археполида и Мнесиптолемы могло быть несколько сыновей, которые вернулись в Афины, их потомком мог быть Фемистокл, товарищ писателя Плутарха.
В 2017 году исследователь Кеннет Шиди обнаружил, что некоторые монеты Магнесии-на-Меандре имеют легенды ΘΕ и ΜΑ, иногда ΜΑΓΝ и ΜΑΓΝΗ. Однако, их невозможно отнести к монетам Фемистокла, сына Неокла, по стилю чеканки они должны следовать монетам Археполида. Поэтому исследователь высказал гипотезу, что это монеты преемника Археполида, который был назван в честь своего деда — Фемистоклом. Для древних греков было традиционно давать внуку имя деда, также известно, что потомки Фемистокла продолжали использовать это имя в своём именослове и в дальнейшем. Так писатель Плутарх, живший в I—II веке нашей эры, общался с представителем этой династии по имени Фемистокл. Кеннет Шиди называл гипотетического тирана Фемистоклом V, продолжая классическую просопографическую нумерацию афинских знатных семей. Игорь Суриков назвал этого правителя Фемистоклом-младшим.
Когда именно Фемистокл-младший наследовал своему отцу, доподлинно неизвестно. Когда именно он перестал править, также, неизвестно, но не позднее 412 года до н. э., так как с этой даты городом стал править Тиссаферн — персидский сатрап Лидии. Игорь Суриков отмечал, что на поздних монетах мелкого номинала, тетартемориях, исчезает легенда ΘΕ, которую заменяют легенды Μ—Α и ΜΑΓΝΗ с разных сторон монеты и появляется изображение бодающегося быка. По мнению исследователя, эти изменения могли указывать на то, что произошло восстание, которое свергнуло тирана. Однако он сам считал это предположение маловероятным, потому что во время таких восстаний убивали или изгоняли из города тирана и всю его семью, однако потомки Фемистокла продолжали жить в Магнесии-на-Меандре, в течение последующих веков и, даже, получали от города почести. Ещё одним новым типом изображений появившихся на монетах Фемистокла-младшего было ячменное зерно. Изображение помещали и на аверс и на реверс монет, его значение точно не известно, но Игорь Суриков связывал его с хлебной торговлей.
Игорь Суриков считал мирное окончании тирании, ещё и без ненависти и враждебности в сторону потомков тирана, уникальным случаем. Кеннет Шиди считал, что имя правителя исчезло не из-за того, что он потерял контроль над чеканкой монет, хотя он и предполагал, что власть Фемистоклидов над городом могла ослабеть со временем. Как отмечал исследователь, для V века до н. э. было нехарактерно указывать на монетах имя правителя. По его мнению, надпись должна была привлечь внимание к правителю, как к лидеру афинян в изгнании. Во времена Фемистокла-младшего, или его преемника, члены правящей династии настолько смешалась с элитой города, возможно благодаря браку, что считали уже себя магнесийцами, а не афинянами. В таком случае, они уже не видели нужды в чеканке имени на монетах. Также, очень сомнительно, чтобы Фемистоклидов на протяжении веков почитали в городе, если бы они оставались для его жителей чужаками.

### Комментарии
1. ↑  По разным версиям, это мог быть или Ксеркс I или уже его сын Артаксеркс I.
2. ↑  Игорь Суриков высказывал сомнение в достоверности сведений о передачи двух последних городов, так как о них говорится только в работе Плутарха со ссылкой на раннеэллинистических авторов — Фания Эресского и Неанфа Кизикского.
3. ↑  Исследовательница Татьяна Гончарова отмечала, что потомки Фемистокла хорошо относились к изгнанникам из Афин, особенно к тем, которые покинули город по собственному желанию из-за произвола и неблагодарность афинян. Одним из таких изгнанников был трагик Еврипид[12]